# 西蒙·奧古斯特 (利珀)
西蒙·奧古斯特（德語：Simon August，1727年6月12日—1782年5月1日），利珀-德特摩德伯爵，西蒙·海因里希·阿道夫之子，1734年至1782年在位。

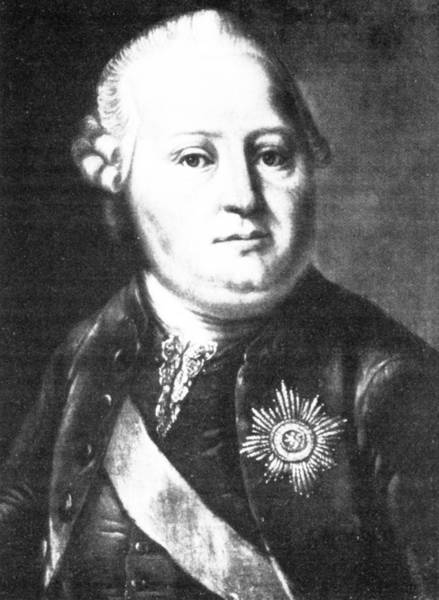
西蒙·奧古斯特

1765年，西蒙·奧古斯特與安哈特-德紹親王利奧波德一世的女兒瑪麗亞·利奧波汀結婚，兩人的兒子利奧波德一世於1767年出生。